# Calydna micra
Calydna micra is een vlindersoort uit de familie van de prachtvlinders (Riodinidae), onderfamilie Riodininae.
Calydna micra werd in 1868 beschreven door H. Bates.